# Невеле
Невеле (на нидерландски: Nevele) е селище в Северна Белгия, окръг Гент на провинция Източна Фландрия. Населението му е около 11 200 души (2006).

## Известни личности
Родени в Невеле
- Сирил Бойсе (1859-1932), писател